# Ligne Yunomae
La ligne Yunomae (湯前線, Yunomae-sen) est une ligne ferroviaire située dans la préfecture de Kumamoto au Japon. Elle relie la gare de Hitoyoshi-Onsen à Hitoyoshi à la gare de Yunomae à Yunomae. La ligne est exploitée par la compagnie Kumagawa Railroad.

## Histoire
La ligne est ouverte en 1924 par la Société gouvernementale des chemins de fer japonais. Elle est transférée à la Kumagawa Railroad en 1989.
La ligne est fortement endommagée à la suite de fortes pluies début juillet 2020 avec notamment la destruction d'un pont, emporté par la crue du fleuve Kuma. Les circulations reprennent entre Yunomae et Higo-Nishinomura le 28 novembre 2021.

## Caractéristiques

### Ligne
- Longueur : 24,8 km
- Écartement : 1 067 mm
- Nombre de voies : voie unique

### Gares
La ligne comporte 14 gares. La section entre Hitoyoshi-Onsen et Higo-Nishinomura est actuellement fermée.
| Gare              | Nom japonais | Distance (km) | Correspondances                   | Localisation |
| ----------------- | ------------ | ------------- | --------------------------------- | ------------ |
| Hitoyoshi-Onsen   | 人吉温泉     | 0             | JR Kyushu : Hisatsu (à Hitoyoshi) | Hitoyoshi    |
| Sagarahan-Ganjōji | 相良藩願成寺 | 1,5           |                                   | Hitoyoshi    |
| Kawamura          | 川村         | 4,4           |                                   | Sagara       |
| Higo-Nishinomura  | 肥後西村     | 5,8           |                                   | Nishiki      |
| Ichibu            | 一武         | 9,2           |                                   | Nishiki      |
| Kinoe             | 木上         | 11,3          |                                   | Nishiki      |
| Okadome-Kōfuku    | おかどめ幸福 | 13,0          |                                   | Asagiri      |
| Asagiri           | あさぎり     | 15,0          |                                   | Asagiri      |
| Higashi-Menda     | 東免田       | 17,4          |                                   | Asagiri      |
| Kōritsubyōinmae   | 公立病院前   | 18,5          |                                   | Taragi       |
| Taragi            | 多良木       | 19,8          |                                   | Taragi       |
| Higashi-Taragi    | 東多良木     | 21,7          |                                   | Taragi       |
| Shin-Tsuruba      | 新鶴羽       | 23,3          |                                   | Taragi       |
| Yunomae           | 湯前         | 24,8          |                                   | Yunomae      |